# Okinawaspett
Okinawaspett (Dendrocopos noguchii) är en starkt utrotningshotad hackspett som enbart förekommer på ön Okinawa i södra Japan.

## Utseende och läten
Okinawaspetten är en medelstor (31 cm) och mörk hackspett. Fjäderdräkten är generellt djupt brun med rödaktiga fjäderspetsar, mest färgstarkt på nedre delen av övergumpen och över stjärttäckarna. Tygel, mustaschstreck och örontäckare är gulbruna, strupen blekare brun. På handpennorna syns vita spetsar. Hanen har mörkröd hjässa och nacke, honan brunsvart på hjässan. streckad i brunsvart. Lätena återges i engelsk litteratur som vassa "whit" och varierande "kyu-kyu kup kup kup" eller "kyu kyu kup".

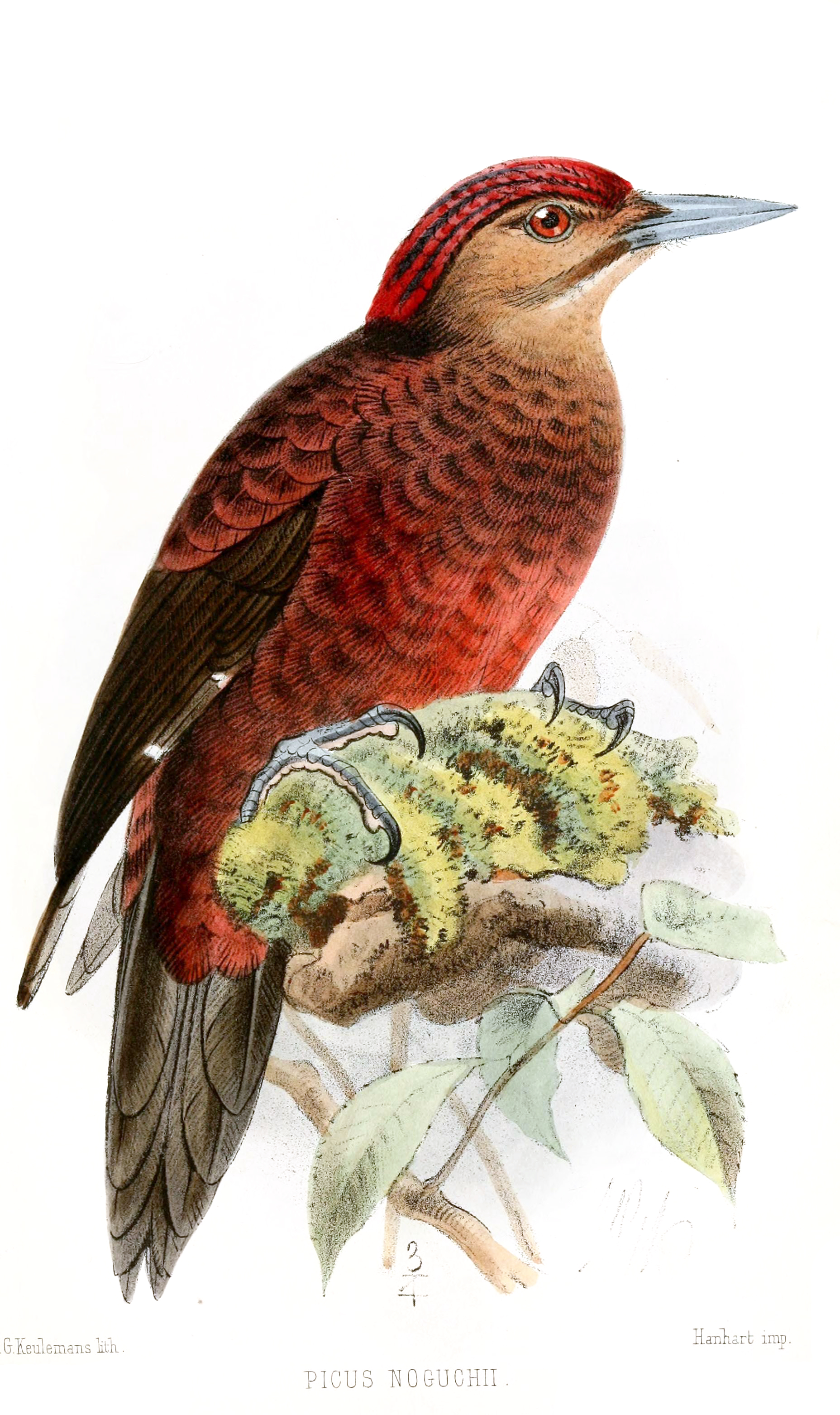

## Utbredning och systematik
Fågeln förekommer enbart i Yambarubergen på ön Okinawa. Där ses den huvudsakligen utmed bergsryggarna mellan bergen Nishimetake och Iyutake, men även i kustnära miljöer.

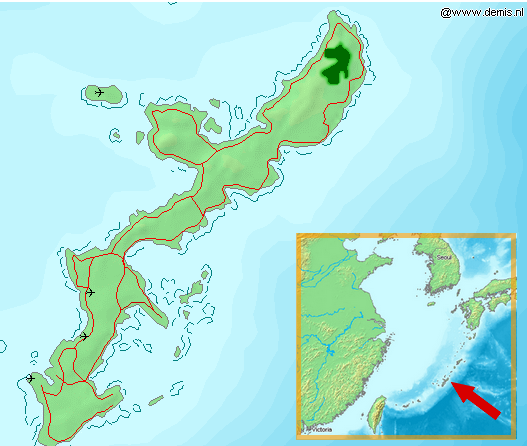
Karta över fågelns utbredningsområde på Okinawa.

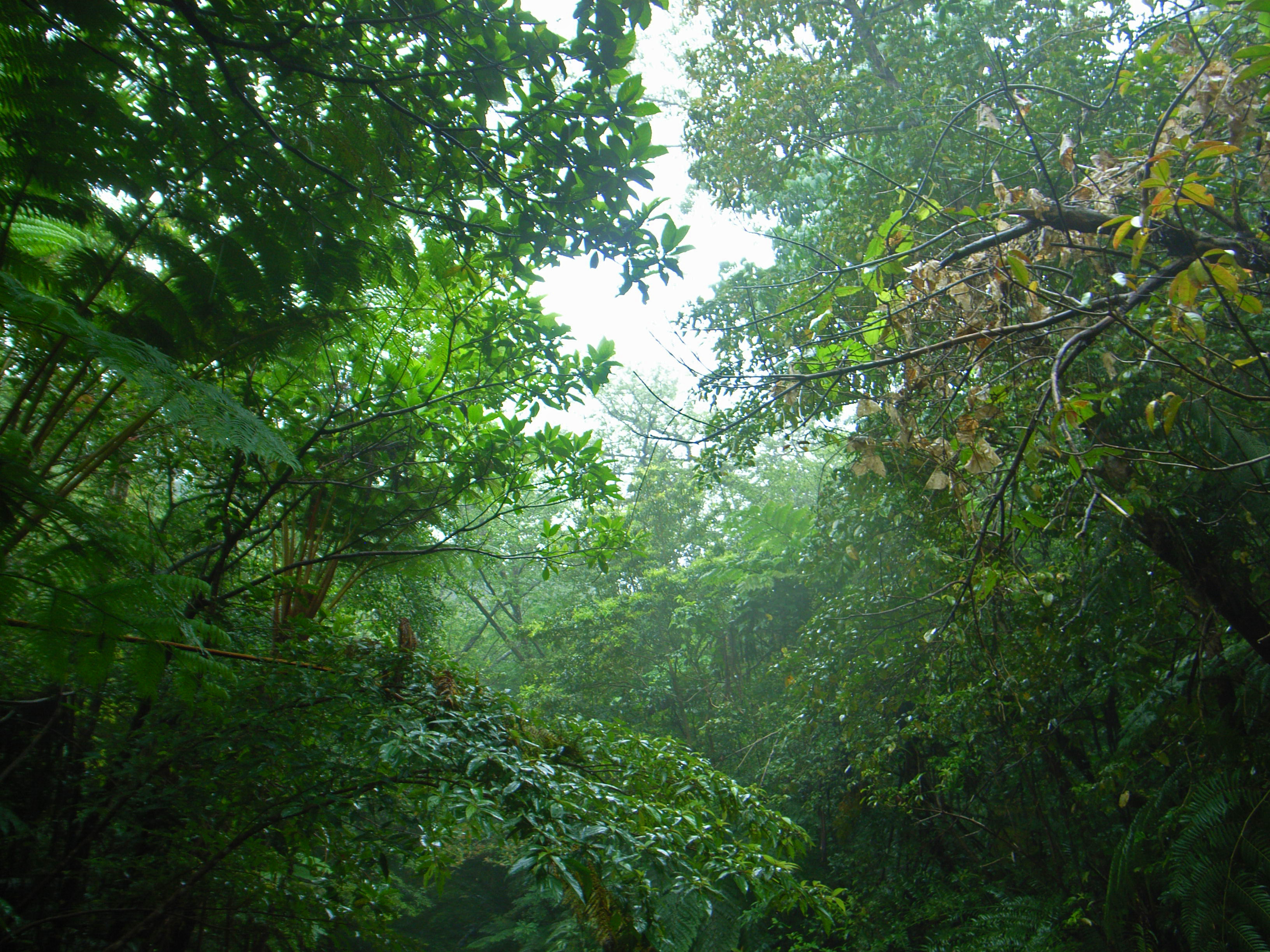
Skogarna i Yambarubergen på ön Okinawa är fågelns enda hemvist.

### Släktestillhörighet
Okinawaspetten placerades tidigare som ensam art i släktet Sapheopipo. Genetiska studier visar dock att den står nära större hackspett och bör istället flyttas till Dendrocopos.

## Levnadssätt
Okinawaspetten hittas i subtropisk städsegrön skog som är minst 30 år gammal och där de höga träden är tjockare än 20 cm i diameter. Den födosöker endast i gammelskog, anmärkningsvärt nog med helt olika nischer för hona och hane. Medan båda könen födosöker på döda och levande trädstammar har hanarna anpassat sig för att hitta föda även på marken, som jordlevande leddjur, bär, ekollon och andra nötter. Fågeln häckar från slutet av februari in i maj, ofta i trädhål i trädet Castanopsis cuspidata.

## Status och hot
Okinawaspetten har ett mycket litet utbredningsområde och världspopulationen uppskattas till endast mellan 75 och 400 vuxna individer. Arten minskade tidigare i antal, men beståndet har stabiliserats efter att skogar har skyddats och framgång har nått med att begränsa den invasiva mungons framfart. Internationella naturvårdsunionen IUCN kategoriserar den sedan 2024 som starkt hotad.

## Namn
Fågelns vetenskapliga artnamn hedrar japanen T. Noguchi som samlade in det specimen Henry Seebohm beskrev arten utifrån 1887.